# Nathalie Griesbeck
Nathalie Griesbeck (Metz, 24 maggio 1956) è una politica francese, eurodeputata dal 2004.

## Biografia
Dopo gli studi universitari, la Griesbeck entrò in politica negli anni ottanta: nel 1983 venne eletta nel consiglio comunale di Metz e alcuni anni dopo divenne vicesindaco della città.
Membro del Movimento Democratico, nel 2004 si presentò alle elezioni europee con la lista Unione per la Democrazia Francese e risultò eletta, aderendo al gruppo ADLE. Nel 2007 si candidò a sindaco di Metz ma non riuscì a raggiungere il secondo turno e tornò a svolgere la funzione di eurodeputata; nel 2009 ottenne un secondo mandato al Parlamento europeo.
Coniugata, Nathalie Griesbeck è madre di due figli. Oltre agli incarichi politici, è docente universitaria di diritto pubblico.